# Kiautschau

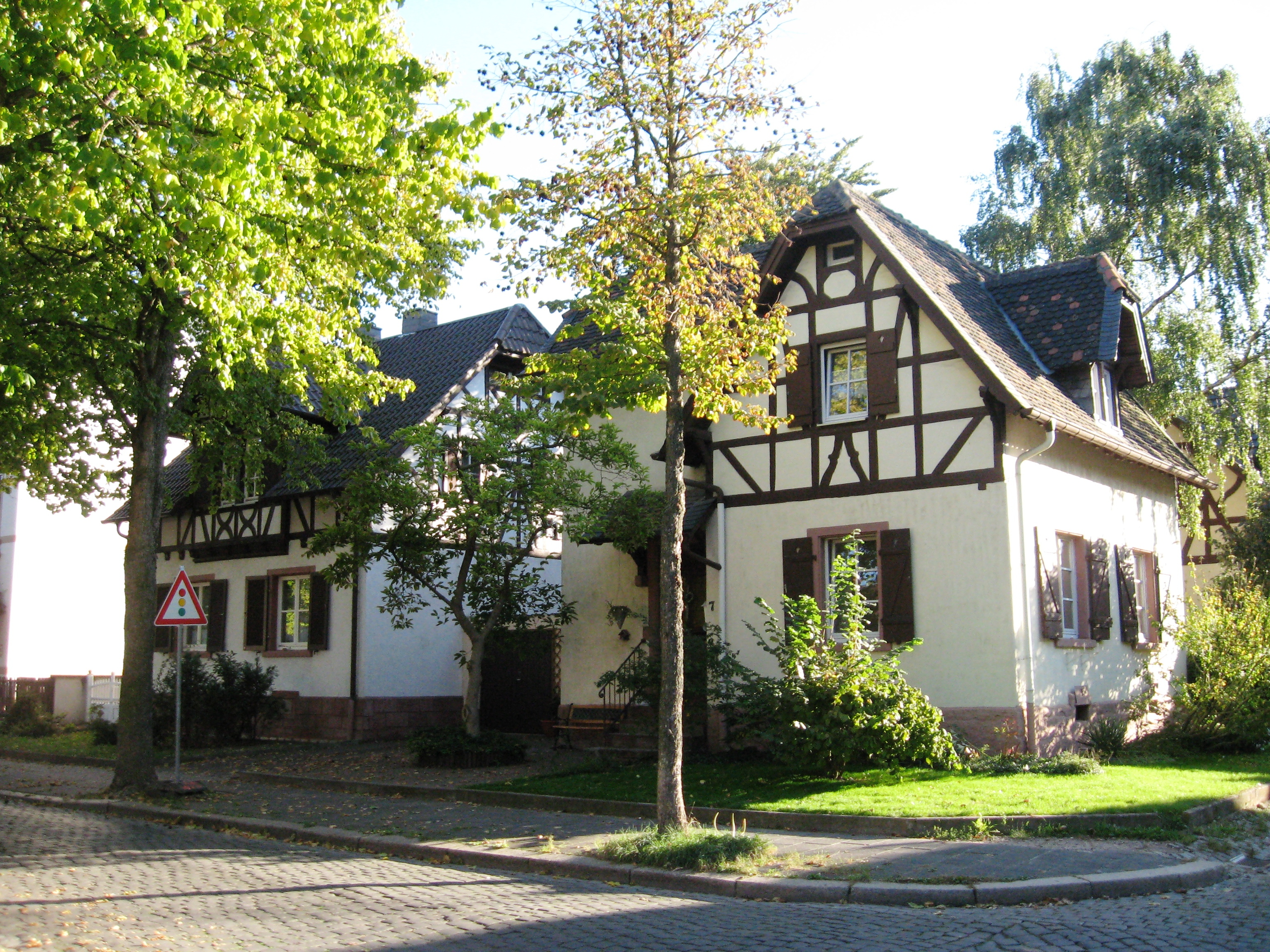
Benediktinerstraße 7

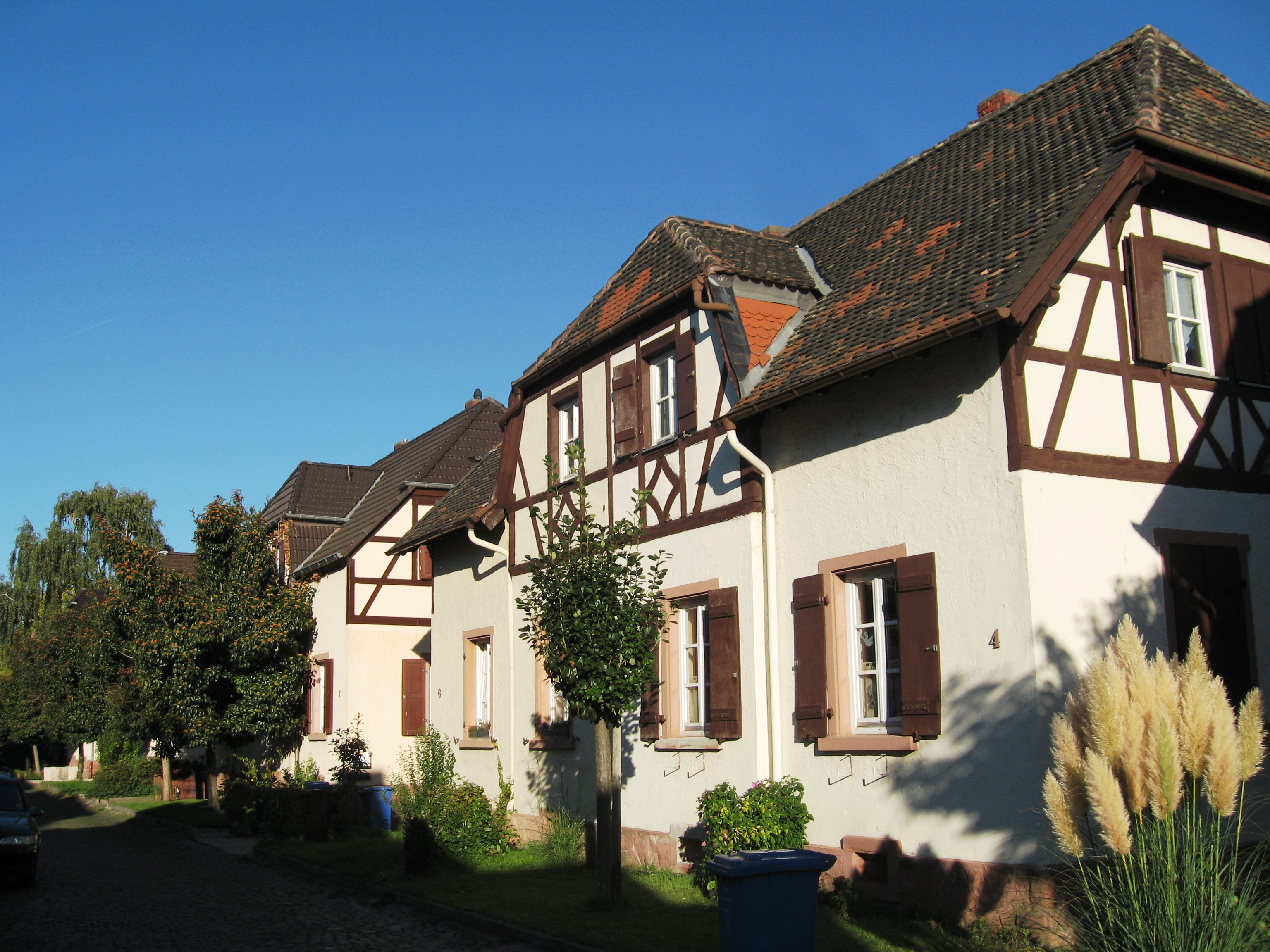
Neuhauser Weg 4

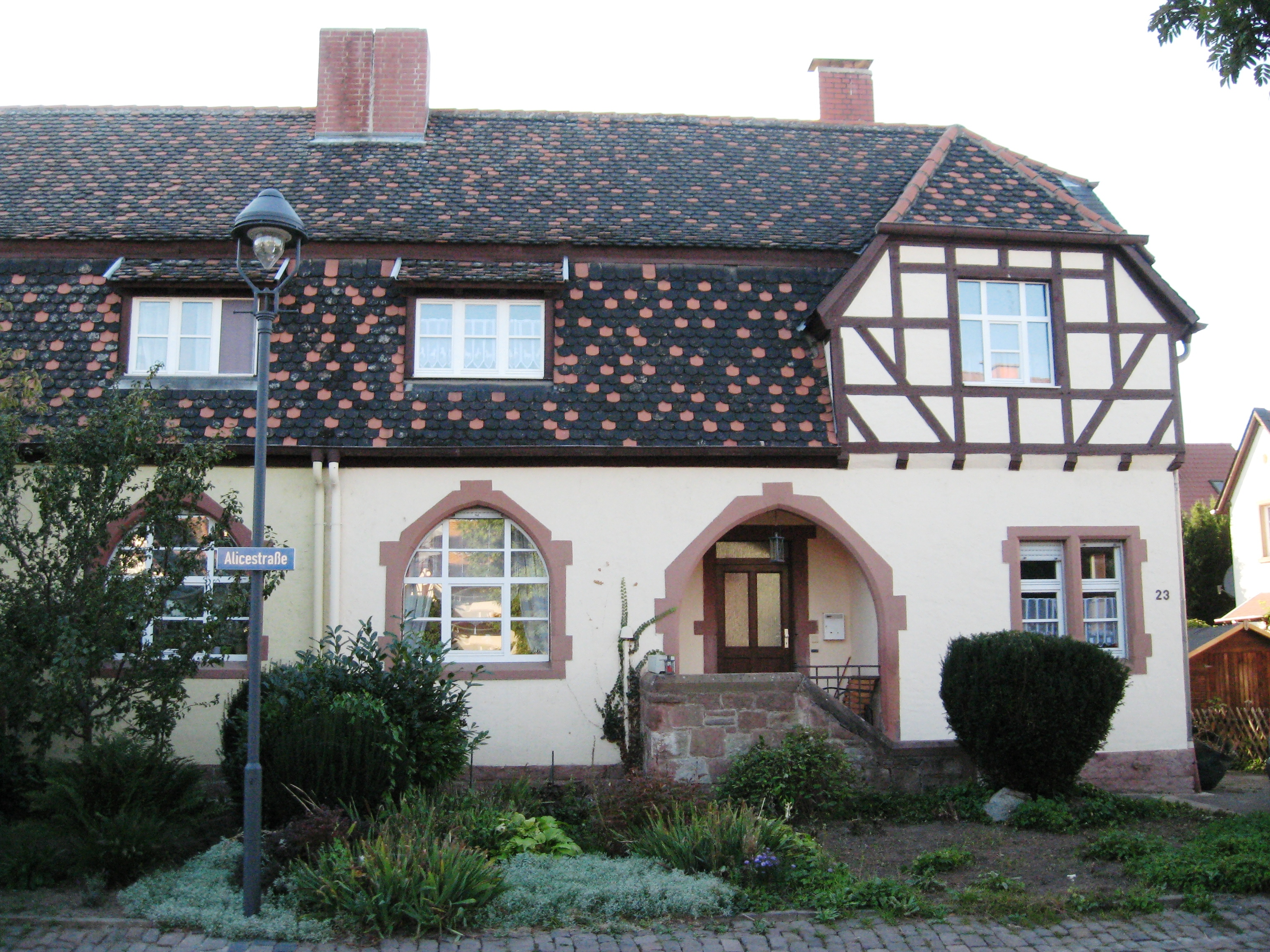
Alicestraße 23

Das Kiautschau ist eine ehemalige Arbeitersiedlung in Worms. Sie steht als Denkmalzone unter Denkmalschutz.

## Geografische Lage
Die Siedlung liegt im Westen der heutigen Kernstadt von Worms. Die Denkmalzone umfasst die Bebauung entlang von Alicestraße und Rößlinstraße im Westen, dem Neuhauser Weg im Osten und den verbindenden Abschnitten der Schützenstraße, der Benediktinerstraße und der Glockengießerstraße.

## Name
Benannt wurde die Arbeitersiedlung nach dem damals deutschen Pachtgebiet Kiautschou, das das Deutsche Reich 1898 erworben hatte. Die Wormser waren am Ende des 19. Jahrhunderts der Meinung, dass die Siedlung so weit außerhalb des Stadtzentrums errichtet wurde, wie das entlegene chinesische Pachtgebiet.

## Geschichte
Die Siedlung wurde von Cornelius Wilhelm von Heyl zu Herrnsheim, dem Eigentümer der Heyl’schen Lederwerke AG, für den Bedarf der Arbeiter seiner Fabrik am damals westlichen Stadtrand von Worms initiiert. Er stellte das Gelände im Liebenauer Feld zur Verfügung. Die Planungen begannen 1896. Das Gelände wurde etwa zu einem Drittel von ihm, zu zwei Dritteln von einer am 15. November 1897 gegründeten Aktiengesellschaft zur Erbauung billiger Wohnungen namentlich zum Besten von Arbeitern in Worms am Rhein bebaut. Von dieser Wohnungsbaugesellschaft hielt wiederum die Heyl’schen Lederwerke AG die Hälfte der Aktien, die übrigen die Stadt Worms, einige Banken und Unternehmen. Diese Konstruktion erlaubte es Heyl bei dem Gesamtprojekt bestimmend zu wirken, ohne das gesamte Kapital aufbringen zu müssen.
Bis zum Ausbruch des Ersten Weltkriegs errichtete die Aktiengesellschaft 91 Häuser mit Zwei- und 21 mit Dreizimmerwohnungen, insgesamt also 112 Häuser mit 224 Wohnungen. Die Heyl AG hatte zusätzlich 42 Häuser mit 79 Wohnungen für die eigenen Arbeiter errichtet. Insgesamt hatte die Siedlung damals etwa 2000 Einwohner, die Wohnsituation war also recht beengt. Der Wohnblock zur Alicestraße hin, der als Torbau zur Siedlung gestaltet wurde, kam erst nachträglich in den 1920er Jahren hinzu. Die Siedlung wurde während des Zweiten Weltkriegs nur in ihrem nördlichen Bereich beschädigt und dort in angepassten Formen wieder aufgebaut. Eine weitere Beschädigung des Ensembles war ein Wohnblock am südlichen Ende der Alicestraße, der in den 1970er Jahren dort hineingestellt wurde.

## Beschreibung
Der damalige Stadtbaumeister von Worms Karl Hofmann plante das neue Wohnquartier 1896. Die Häuser sind 1 ½-geschossig, unterkellert und hatten auf jedem Geschoss je eine Wohnung. Nur wenige Gebäude in Straßen-Ecklage wurden als einstöckige Einfamilienhäuser errichtet. Die Vorgärten waren mit Lattenzäunen zu den schmalen Straßen hin abgegrenzt. Die Straßen wurden überwiegend ohne separaten Gehweg angelegt.
Es gab Doppelhäuser mit Zwei- und einzeln stehende Häuser mit Dreizimmerwohnungen. Die Gebäude wurden im Landhausstil gestaltet, hatten einen Bruchsteinsockel, auf den in Backstein die Wände aufgemauert wurden. Das Obergeschoss wurde anfangs, bis 1904, in Sichtfachwerk ausgeführt, was bei den später errichteten Häusern aufgegeben wurde, weil es zu unterhaltungsaufwändig war. Krüppelwalmdächer mit Gaupen decken die Häuser.
Jede Wohnung hatte etwa 37–50 Quadratmeter Wohnfläche, WC, einen eigenen Eingang und einen Nutzgarten. Für die Verhältnisse am Ende des 19. Jahrhunderts war das zwar eine zeitgemäße Ausstattung, die durchschnittliche Belegung jeder Wohnung mit sechs bis sieben Personen schränkte den „Komfort“ aber sehr ein. Gas- und Wasseranschluss bestanden von Anfang an. Aufgrund der großen Entfernung zur Kernstadt gab es aber keinen Anschluss an das Abwassersystem. Der kam erst in den Jahren 1931 bis 1934 und der Stromanschluss wurde auch erst 1934 gelegt. Über die eigentliche Wohnungsbebauung hinaus gehende Infrastruktur fehlte zunächst ebenfalls völlig. Der Komfort-Standard lag für einen Neubau am Ende des 19. Jahrhunderts im unteren Bereich. Am Rand der Siedlung – schon außerhalb – entstand entlang der heutigen Bebelstraße (damals: Landwehrstraße) eine geschlossene Bebauung, in der dann auch Geschäfte und eine Gastwirtschaft unterkamen.

## Denkmalschutz
Nachdem die Häuser der Siedlung an einzelne Interessenten verkauft wurden, gab es eine Reihe ganz unterschiedlicher Eingriffe in Erscheinungsbild und Substanz. Insgesamt hat sich die Siedlung aber ihren historischen Charakter bewahrt. Geschützt wird sie heute zum einen durch eine städtische Gestaltungssatzung, zum anderen durch den Status als Kulturdenkmal. Nach dem Rheinland-Pfälzischen Denkmalschutzgesetz ist die Siedlung insgesamt eine Denkmalzone.